# Benedetta Mambelli
Pour les articles homonymes, voir Mambelli.
Benedetta Mambelli est une joueuse italienne de volley-ball née le 21 septembre 1995 à Mantoue. Elle joue au poste de réceptionneuse-attaquante. De la saison 2018/2019 elle est dans l'équipe Sassuolo Volley.

## Palmarès

### Clubs
Coupe d'Italie :
- 2016[2]